# Máquina geradora de raios X

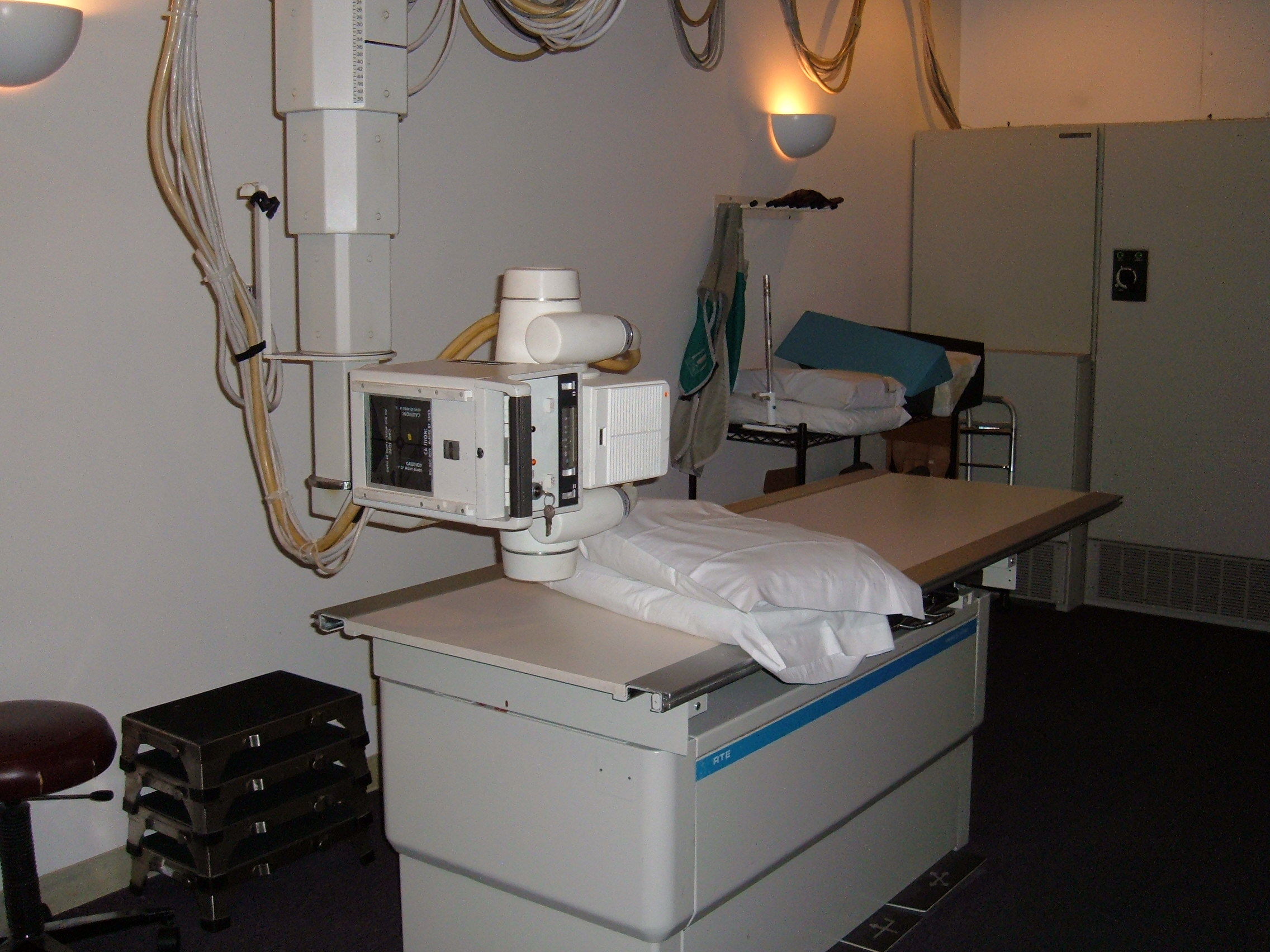
Uma mesa de sala de radiologia. A caixa de raios-X é girada em 90° para uma radiografia de tórax

Um gerador de raios-X é um dispositivo que produz raios-X. Juntamente com um detector de raios X, é comumente usado em uma variedade de aplicações, incluindo medicina, fluorescência de raios X, inspeção de montagem eletrônica e medição de espessura de material em operações de fabricação. Em aplicações médicas, os geradores de raios-X são usados por radiologistas para adquirir imagens de raios-x das estruturas internas (por exemplo, ossos) de organismos vivos e também na esterilização.